# Gemeindezentrum Alkenrath

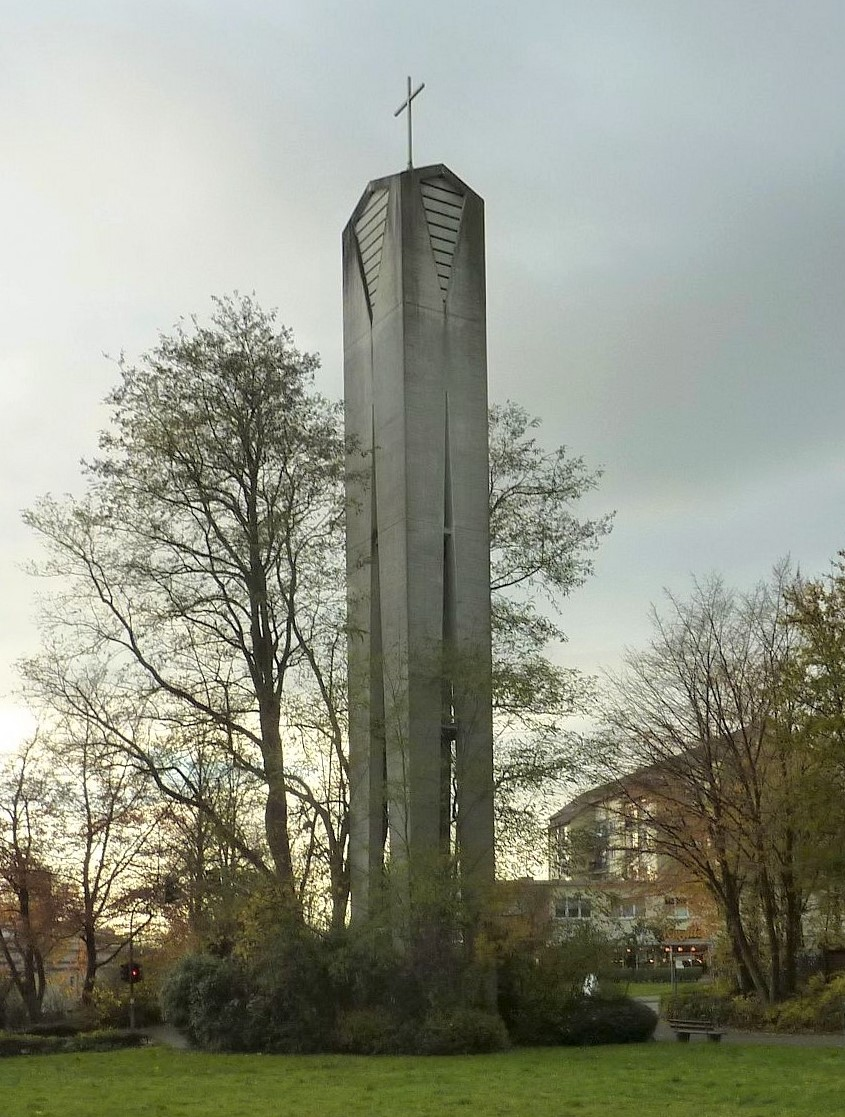
Glockenturm des ehemaligen Gemeindezentrums

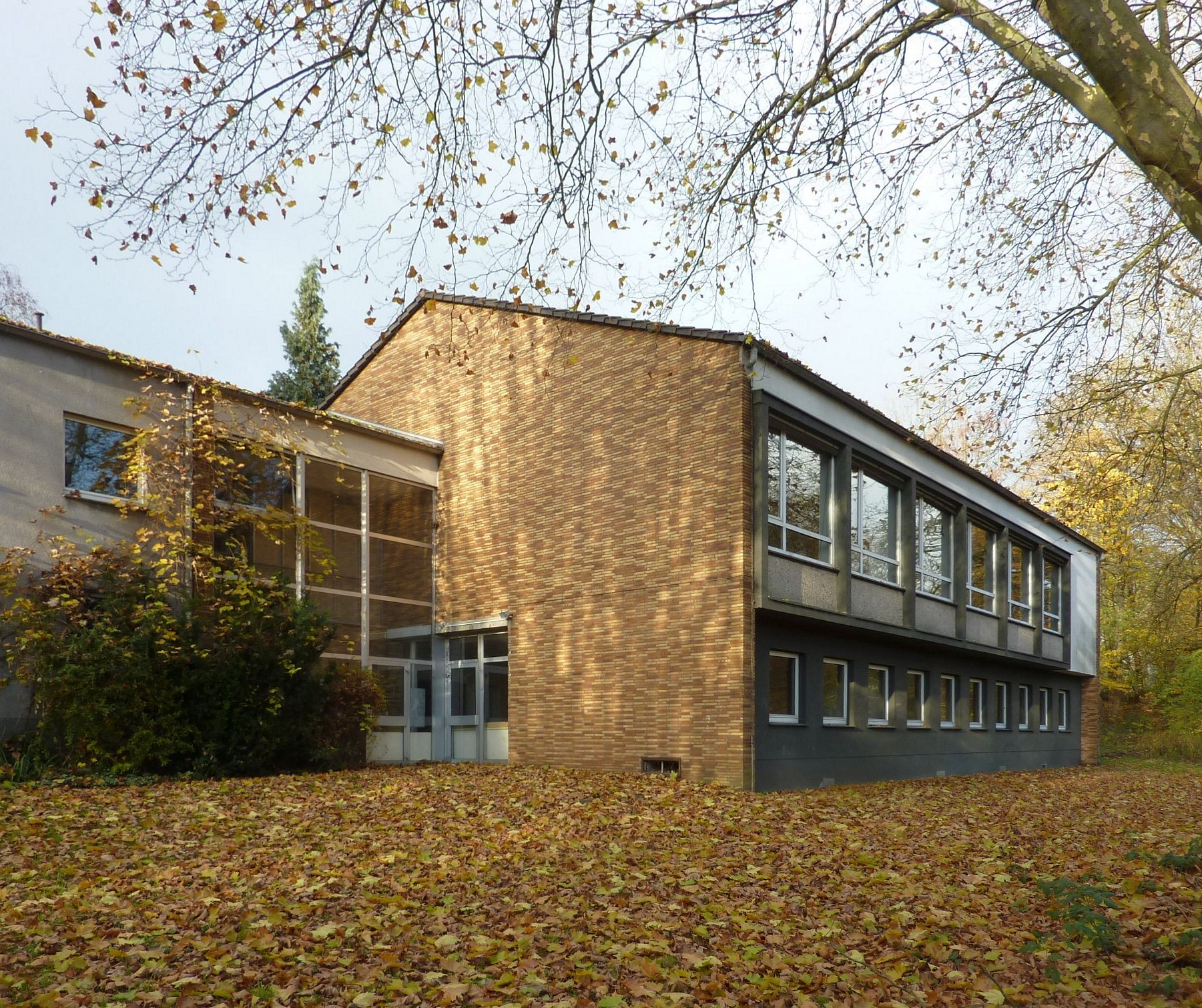
Das ehemalige Gemeindezentrum

Das Gemeindezentrum Alkenrath war ein evangelisches Gemeindezentrum im Leverkusener Stadtteil Alkenrath. Es gehörte zur Kirchengemeinde Leverkusen-Schlebusch im Kirchenkreis Leverkusen der Evangelischen Kirche im Rheinland.

## Gebäude
Das Gemeindezentrum Alkenrath bestand aus einem Glockenturm als Campanile, der Kirche mit einem angeschlossenen Gemeindesaal und dem Pfarrhaus. Der Glockenturm wird von Alkenrathern als Wahrzeichen angesehen.

## Geschichte
Der erste evangelische Gottesdienst in Alkenrath wurde am 30. Mai 1957 (Christi Himmelfahrt) in der Gaststätte Iwanow gefeiert. Die Grundsteinlegung für das Gemeindezentrum Alkenrath erfolgte am 13. Dezember 1958, dem 105. Jahrestag der Kirche in Schlebusch und dem 5. Jahrestag der Johanneskirche in Manfort. Die Architekten des 1959 eingeweihten Gemeindezentrums waren Bruno Höft und Rudi Hormes. Der letzte Gottesdienst wurde hier am 6. März 2010 gefeiert. Das Gemeindezentrum steht seitdem leer und verfällt. Zurzeit finden die Gottesdienste im Hertha-von-Diergardt-Haus statt. Dem Antrag, den Glockenturm als „Wahrzeichen von Alkenrath“ unter Denkmalschutz zu stellen, wurde seitens der Denkmalbehörden nicht entsprochen.
Nachdem schon der angedachte Verkauf zu Unruhe in der Gemeinde geführt hatte, sorgte der beabsichtigte Verkauf der Glocken erneut für heftige Diskussionen, sodass dieser Entschluss zurückgestellt wurde. 2020 wurde beschlossen, dass in dem Gebäude eine Kindertagesstätte eingerichtet werden solle, was aber bei Anwohnern auf Widerstand stieß.